# Soral GE
| GE ist das Kürzel für den Kanton Genf in der Schweiz. Es wird verwendet, um Verwechslungen mit anderen Einträgen des Namens Soral zu vermeiden. |

Soral ist eine politische Gemeinde des Kantons Genf in der Schweiz. Sie grenzt an die Schweizer Gemeinden Bernex, Avusy und Laconnex wie auch an die französischen Gemeinden Saint-Julien-en-Genevois und Viry (Haute-Savoie).
Nach der Eingliederung von Soral in den Kanton Genf 1816 war das Dorf Soral Teil der Gemeinde Avusy-Laconnex-Soral. 1847 trennte sich Laconnex-Soral von Avusy, ehe Soral 1850 eine eigenständige Gemeinde wurde.

## Bevölkerung
| Bevölkerungsentwicklung | Bevölkerungsentwicklung | Bevölkerungsentwicklung | Bevölkerungsentwicklung | Bevölkerungsentwicklung | Bevölkerungsentwicklung | Bevölkerungsentwicklung | Bevölkerungsentwicklung | Bevölkerungsentwicklung | Bevölkerungsentwicklung | Bevölkerungsentwicklung |
| ----------------------- | ----------------------- | ----------------------- | ----------------------- | ----------------------- | ----------------------- | ----------------------- | ----------------------- | ----------------------- | ----------------------- | ----------------------- |
| Jahr                    | 1860                    | 1900                    | 1950                    | 2000                    | 2010                    | 2012                    | 2014                    | 2015                    | 2016                    | 2017                    |
| Einwohner               | 333                     | 329                     | 241                     | 597                     | 727                     | 718                     | 762                     | 752                     | 767                     | 760                     |

## Sehenswürdigkeiten
→ Liste der Kulturgüter in Soral